# Latawce pogodnych dni
Latawce pogodnych dni – album muzyczny wydany przez polską grupę Stare Dobre Małżeństwo. 
Nagrania zarejestrowano w Pro Studio w Olsztynie. Album został wydany w 1996 przez wydawnictwo Pomaton EMI jako CD oraz kaseta magnetofonowa (strona A nagrania 1–7, strona B: 8 – 15). W 2002 Latawce pogodnych dni otrzymały status złotej płyty.

## Muzycy
- Wojciech Czemplik – skrzypce, tamburyn, mandolina, chórki
- Krzysztof Myszkowski – śpiew, gitara akustyczna, harmonijka ustna
- Roman Ziobro – gitara basowa, kontrabas, fortepian, chórki
- Ryszard Żarowski – śpiew, gitara akustyczna, gitara klasyczna, chórki

oraz
- Stefan Błaszczyński – instrumenty perkusyjne

## Lista utworów
| #   | Tytuł                       | Autorzy                                         | Czas |
| --- | --------------------------- | ----------------------------------------------- | ---- |
| 1.  | Między nami tyle śniegu     | muz. Krzysztof Myszkowski, sł. Adam Ziemianin   | 2:49 |
| 2.  | Znów piąta nad ranem        | muz. Krzysztof Myszkowski, sł. Adam Ziemianin   | 5:40 |
| 3.  | Erotyk słoneczny            | muz. Wojciech Czemplik, sł. Adam Ziemianin      | 2:49 |
| 4.  | Po strunach idę do nieba    | muz. Krzysztof Myszkowski, sł. Adam Ziemianin   | 3:48 |
| 5.  | Niewiara                    | muz. Krzysztof Myszkowski, sł. Bolesław Leśmian | 3:10 |
| 6.  | Sen bez snu                 | muz. Roman Ziobro, sł. Adam Ziemianin           | 3:03 |
| 7.  | Rozmowa bez słowa           | muz. Krzysztof Myszkowski, sł. Adam Ziemianin   | 1:56 |
| 8.  | Pod kątem ostrym            | muz. Krzysztof Myszkowski, sł. Adam Ziemianin   | 2:40 |
| 9.  | Wrzesień                    | muz. i sł. Ryszard Żarowski                     | 2:13 |
| 10. | Modlitwa końca mojego wieku | muz. Krzysztof Myszkowski, sł. Adam Ziemianin   | 2:49 |
| 11. | Latawce dobrych dni         | muz. Krzysztof Myszkowski, sł. Adam Ziemianin   | 2:08 |
| 12. | Ballada powojowa            | muz. Krzysztof Myszkowski, sł. Józef Baran      | 2:21 |
| 13. | Piosenka o nadziei          | muz. Krzysztof Myszkowski, sł. Józef Baran      | 2:10 |
| 14. | Białe gołębie               | muz. Krzysztof Myszkowski, sł. Adam Ziemianin   | 2:39 |
| 15. | Pastorałka bezdrożna        | muz. Krzysztof Myszkowski, sł. Józef Baran      | 4:28 |

## Informacje uzupełniające
- Produkcja – Ryszard Szmit, Stare Dobre Małżeństwo
- Inżynier dźwięku – Jarosław Kardaś, Ryszard Szmit
- Projekt okładki – Krzysztof Koszewski
- Zdjęcia – Andrzej Świetlik